# Scarabaeus natalensis
Scarabaeus natalensis är en skalbaggsart som beskrevs av Zur Strassen 1962. Scarabaeus natalensis ingår i släktet Scarabaeus och familjen bladhorningar. Inga underarter finns listade i Catalogue of Life.